# محافظة سيناء
محافظة سيناء، محافظة مصرية سابقة كانت تقع في شمال شرق مصر، وعاصمتها كانت مدينة العريش.

## أصل التسمية
سميت بهذا الاسم لوقوعها في شبه جزيرة سيناء.

## تاريخ
عندما أنشئت محافظة سيناء كانت تتبع مصلحة الحدود، وهي منطقة إدارية عسكرية تنظم الإدارة المحلية بالمناطق الحدودية. أنشئت المحافظة عام 1917 ضمن المصلحة. وكانت تدار من قبل القوات البريطانية المرابطة في منطقة قناة السويس ومن ضمنها سيناء، وفي عام 1946 انتهت الإدارة البريطانية لمحافظة سيناء، فبدأ تعيين محافظين مصريين، ومع ذلك استمر وضع سيناء على ما هو عليه فظلت تابعة لسلاح الحدود.